# High Vis
High Vis ist eine englische Hardcore-Punk-Band aus London.

## Geschichte
Die Band wurde im Jahre 2016 gegründet und bestand damals aus dem Sänger Graham Sayle, den Gitarristen Rob Hammeren und Romain Bruneau, dem Bassisten Rob Moss und dem Schlagzeuger Edward Harper. Sayle spielte zuvor mit Moss und Harper in der Band Tremors. Der Bandname ist abgeleitet von der üblichen Abkürzung für High-visibility clothing, die Sänger Graham Sayle als das verbindende Kleidungsstück der Arbeiterklasse bezeichnete. Im Jahre 2017 veröffentlichte die Band drei EPs, bevor sie am 7. Dezember 2019 über Venn Records ihr Debütalbum No Sense No Feelings veröffentlichten. Kurze Zeit später verließ Romain Bruneau die Band und zog nach Frankreich zurück. Er wurde durch Martin MacNamara ersetzt. Mit ihm veröffentlichte die Band im Jahre 2020 ihre vierte EP Society Exists.
Am 30. September 2022 veröffentlichte die Band über Dais Records ihr zweites Studioalbum Blending, welches von Jonah Falco produziert wurde. Im Sommer 2023 spielten High Vis auf den Reading and Leeds Festivals sowie eine Headlinertournee durch Europa im folgenden Herbst. Die Fastfoodkette Taco Bell nutzte das Lied Fever Dream für einen Werbespot. Im Sommer 2024 spielte die Band auf den Festivals Aftershock Festival, Glastonbury Festival, Hellfest, Hurricane Festival, Southside und Louder Than Life. Gleichzeitig nahm die Band mit Jonah Falco ihr drittes Studioalbum Guided Tour auf, welches am 18. Oktober 2024 erschien. Das Jahr endete mit einer Europatournee mit der Vorgruppe Pain of Truth, die Anfang 2025 mit der Vorgruppe Narrow Head fortgesetzt wurde. 
Für das Frühjahr 2025 kündigten High Vis eine Nordamerikatournee mit Militarie Gun an.

## Stil
Die Musik von High Vis wird von Kritikern als Hardcore Punk, Indie-Rock, Post-Punk und Post-Hardcore beschrieben, der Elemente des Britpop und Madchester enthält. Die Band selbst bezeichnet ihren Stil als „Post-Industrial-Britain Misery Punk“. Als Einflüsse nannte die Band Gruppen wie Gang of Four, The Cure, Bauhaus, Wipers, UK Subs, Chromatics, Hüsker Dü, The Chameleons und The Sound. Eli Enis vom Onlinemagazin Revolver verglich High Vis mit Bands wie Fugazi, The Stone Roses, Fiddlehead und Militarie Gun. Josh Allen vom Onlinemagazin God Is in the TV schrieb, dass der Scouse-Akzent vom Sänger Graham Sayle High Vis von ähnlichen Bands unterscheidet.

## Diskografie
Studioalben
- 2019: No Sense No Feeling
- 2022: Blending
- 2024: Guided Tour

EPs
- 2017: I
- 2017: II
- 2017: III
- 2020: Society Exists

## Musikpreise
| Jahr | Kategorie           | für      | Resultat   |
| ---- | ------------------- | -------- | ---------- |
| 2025 | Best UK Live Artist | High Vis | Ausstehend |